# Mullaloo
Mullaloo är ett samhälle i Australien. Det ligger i regionen Joondalup och delstaten Western Australia, omkring 22 kilometer nordväst om delstatshuvudstaden Perth. Antalet invånare är 5 869.
Runt Mullaloo är det mycket tätbefolkat, med 1 754 invånare per kvadratkilometer.. Närmaste större samhälle är Scarborough, omkring 13 kilometer söder om Mullaloo. 
Genomsnittlig årsnederbörd är 820 millimeter. Den regnigaste månaden är juli, med i genomsnitt 142 mm nederbörd, och den torraste är januari, med 11 mm nederbörd.